# Mapania seychellaria
Mapania seychellaria är en halvgräsart som beskrevs av David Alan Simpson. Mapania seychellaria ingår i släktet Mapania och familjen halvgräs. IUCN kategoriserar arten globalt som sårbar. Inga underarter finns listade i Catalogue of Life.